# سلوى سامي

سلوى سامي (ممثلة)

سلوى سامي ممثلة مصرية من مواليد 1938 عملت في السينما المصرية فقدمت دوراً وهى صغيرة في فيلم «زينب» عام 1952، وهو دور «فاطمة» شقيقة زينب
(راقية إبراهيم) وعندما نضجت أدت دور راقصة زميلة لواحظ (شادية) في فيلم «لواحظ».

## أعمالها
فيلم «زينب» للمخرج محمد كريم عام 1952، قامت بدور فاطمة.
فيلم «لواحظ» للمخرج حسن الإمام عام 1957

## وصلات خارجية
https://elcinema.com/person/1046810 سلوى سامي
https://dhliz.com/artist/1r2mRzNlRXA/ سلوى سامي
https://karohat.com/Person/657c1d68-5ee0-459d-9da6-beeb4000250e سلوى سامي